# Писанец
Пѝсанец е село в Северна България. То се намира в община Ветово, област Русе и е разположено в границите на природен парк „Русенски Лом“.

## География и геология
Селото е разположено в северната и по-ниска част на Разградските височини. На 1,6 km югоизточно от Писанец се намира устието на Хлебаровска река в Бели Лом. През Писанец преминава Европейски път Е70 в участъка му I-2.
В своето геоложко развитие землището на село Писанец преминава няколко етапа. В процеса на развитието на земната кора то е било дъно на голям воден басейн, който след това се оттегля, за да остане днес само река Бели Лом. Свидетелство за това са откритите вкаменелости от праисторически морски животни.

## История
В района на природния парк са разкрити редица праисторически пещери, обитавани от човека още от каменната епоха. Следи от по-късната история има от:
- VI век пр.н.е. – тракийско селище; археологически находки – сребърни монети, бронз, керамика.
- I век пр.н.е. до V в. – римско селище; археологически находки – гръцки амфори.
- XII – XIV в. – железодобив; монетни находки в местностите Голямо и Малко Градище; останки от пещи за топене на желязна руда и находки от шлака.
- Славянско селище — останки от амуниции на славянски воини, колчани, върхове на стрели – намерени в две местности „Градището“ и край днешната помпена станция.
- Четири години след Освобождението полковникът от руската армия Григориев изпраща подарък на селото – камбана, която е поставена в камбанария в двора на църквата, построена през 1868 година от италиански майстори, които правят и стенописите.
- На 30 септември 1901 година е основано Писанското Народно читалище „Просвета 1901“ Архив на оригинала от 2014-04-02 в Wayback Machine..
- През 1902 година е основано Кредитно и спестовно дружество „Надежда“, преименувано на Потребителна кооперация „Надежда“.
- През 1910 във Валя Драгулуй, Румъния се преселват няколко семейства от Писанец.
- След 9 септември 1944 в гората край селото действат активисти на Горянското движение.

## Религии
- Православно християнство

## Обществени институции
- Читалище
- Библиотека

## Културни и природни забележителности
- Писански мост – намира се на пътя Русе – Варна, над река Бели Лом, един от най-високите на Балканския полуостров. Там се провеждат състезания по бънджи скокове.(Снимка на моста)
- Река Бели Лом
- Природен парк „Русенски Лом“ с местностите Батаклията и Бакаджика"
- Мамула – скален колос, обявен за природна забележителност. Подобни скални образувания са Пробития камък и Кралимаркова стъпка.[2]

## Редовни събития
- 1 май – събор
- Храмов празник – Свето възнесение, курбан за здраве и плодородие – Св. Дух

## Личности
- Константин Попов, полковник от пехотата
- Мишо Николов, диригент
- Валентин Гецов, вицеолимпийски шампион по свободна борба
- Дилян Хубанов, скулптор